# Coppa del mondo VIVA
La Coppa del mondo VIVA (in inglese VIVA World Cup) è stata una manifestazione calcistica internazionale nata nel 2006 ed organizzata dalla NF-Board, federazione che raggruppa molte nazionali non affiliate alla più celebre FIFA. La selezione vincitrice si aggiudicava il Trofeo Nelson Mandela (in inglese Nelson Mandela Trophy). Dopo l'edizione del 2012 è stata sostituita dalla Coppa del mondo CONIFA, organizzata dalla CONIFA.

## Storia
Inizialmente la prima edizione della VIVA World Cup venne organizzata dalla NF-Board nella Repubblica Turca di Cipro Nord, poco dopo il cinquantesimo anniversario della fondazione della KTFF. Alcuni problemi sorti tra l'NF-Board e la KTFF la fecero poi spostare in Occitania e sull'isola del Mediterraneo venne organizzata la ELF Cup, a cui parteciparono molte delle selezioni precedentemente invitate dalla NF-Board per la Coppa del Mondo.
A causa di diversi altri problemi, il torneo in Occitania vide la partecipazione effettiva di sole quattro squadre, Monaco, Lapponia, Camerun meridionale ed Occitania e si concluse con una schiacciante vittoria della selezione dei Sami, che si impose sui monegaschi 21-1.
La seconda edizione fu ospitata dalla Lapponia, tra il 7 ed il 13 luglio 2008. Cinque selezioni vi presero parte, Lapponia - paese ospitante e campione in carica - Padania, Aramea, Provenza e Kurdistan, ed il torneo fu vinto dalla Selezione di calcio della Padania, vittoriosa in finale sull'Aramea 2-0.
Progettata inizialmente per essere disputata ogni due anni e, salvo particolari controindicazioni, essere ospitata dalla nazione vincitrice dell'edizione precedente, durante la quinta riunione generale dell'NF-Board, tenutasi il 13 dicembre 2008 a Milano, nella la quale si doveva scegliere il paese che avrebbe ospitato l'edizione 2010 tra Padania, Gozo e Kurdistan, fu presa la decisione di organizzare nel 2009 un'edizione in Padania, nel 2010 una a Gozo ed il Kurdistan avrà precedenza per la successiva.
Nel dicembre 2009 la NF-Board e l'IGA si sono accordati per organizzare la manifestazione ogni due anni, in alternanza con i Giochi delle isole, che si ripetono con la stessa cadenza negli anni dispari, dando così la potenziale possibilità anche ai membri dell'IGA di giocare.
La quinta edizione della VIVA World Cup, inizialmente programmata per il 2011, è stata ospitata dal Kurdistan nel 2012. Vi hanno partecipato 9 squadre ed è stata vinta dalla selezione di casa.

## Edizioni
| Anno          | Ospitante |           | Finale    | Finale         | Finale    |                 | Finale terzo e quarto posto | Finale terzo e quarto posto | Finale terzo e quarto posto |
| Anno          | Ospitante | Vincitore | Risultato | 2º posto       | 3º posto  | Risultato       | 4º posto                    |                             |                             |
| 2006 Dettagli | Occitania | Lapponia  | 21 - 1    | Monaco         | Occitania | fase a gruppi   | Ambazonia                   |                             |                             |
| 2008 Dettagli | Lapponia  | Padania   | 2 - 0     | Aramea         | Lapponia  | 3 - 1           | Kurdistan                   |                             |                             |
| 2009 Dettagli | Padania   | Padania   | 2 - 0     | Kurdistan      | Lapponia  | 4 – 4 (5-4 dtr) | Provenza                    |                             |                             |
| 2010 Dettagli | Gozo      | Padania   | 1 - 0     | Kurdistan      | Occitania | 2 – 0           | Due Sicilie                 |                             |                             |
| 2012 Dettagli | Kurdistan | Kurdistan | 2 - 1     | Cipro del Nord | Zanzibar  | 7 - 2           | Provenza                    |                             |                             |

### Migliori piazzamenti
| Squadra             | Titoli               | 2° posti       | 3° posti       | 4° posti       |
| ------------------- | -------------------- | -------------- | -------------- | -------------- |
| Padania             | 3 (2008, 2009, 2010) |                |                |                |
| Kurdistan           | 1 (2012)             | 2 (2009, 2010) |                | 1 (2008)       |
| Lapponia            | 1 (2006)             |                | 2 (2008, 2009) |                |
| Aramea              |                      | 1 (2008)       |                |                |
| Cipro del Nord      |                      | 1 (2012)       |                |                |
| Monaco              |                      | 1 (2006)       |                |                |
| Occitania           |                      |                | 2 (2006, 2010) |                |
| Zanzibar            |                      |                | 1 (2012)       |                |
| Provenza            |                      |                |                | 2 (2009, 2012) |
| Camerun meridionale |                      |                |                | 1 (2006)       |
| Due Sicilie         |                      |                |                | 1 (2010)       |

### Prestazione della squadra ospitante
| Anno | Paese ospitante | Risultato |
| ---- | --------------- | --------- |
| 2006 | Occitania       | 3º posto  |
| 2008 | Lapponia        | 3º posto  |
| 2009 | Padania         | 1º posto  |
| 2010 | Gozo            | 5º posto  |
| 2012 | Kurdistan       | 1º posto  |

### Partecipazioni e prestazioni nelle fasi finali
Legenda
- 1ª – Campione
- 2ª - Secondo posto
- 3ª - Terzo posto
- 4ª - Quarto posto
- 5ª - Quinto posto
- 6ª - Sesto posto

- 7ª - Settimo posto
- 8ª - Ottavo posto
- 9ª - Nono posto
- •  – Non partecipa
- – Nazione ospitante

Per ogni torneo, viene indicata la bandiera del Paese ospite e, tra parentesi, il numero di squadre che vi hanno partecipato.
| Edizione            | 2006 | 2008 | 2009 | 2010 | 2012 | Totale |
| ------------------- | ---- | ---- | ---- | ---- | ---- | ------ |
| Aramea              | •    | 2ª   | •    | •    | •    | 1      |
| Camerun meridionale | 4ª   | •    | •    | •    | •    | 1      |
| Cipro del Nord      | •    | •    | •    | •    | 2ª   | 1      |
| Darfur              | •    | •    | •    | •    | 9ª   | 1      |
| Due Sicilie         | •    | •    | •    | 4ª   | •    | 1      |
| Gozo                | •    | •    | 6ª   | 5ª   | •    | 2      |
| Kurdistan           | •    | 4ª   | 2ª   | 2ª   | 1ª   | 4      |
| Lapponia            | 1ª   | 3ª   | 3ª   | •    | •    | 3      |
| Monaco              | 2ª   | •    | •    | •    | •    | 1      |
| Occitania           | 3ª   | •    | 5ª   | 3ª   | 5ª   | 4      |
| Padania             | •    | 1ª   | 1ª   | 1ª   | •    | 3      |
| Provenza            | •    | 5ª   | 4ª   | 6ª   | 4ª   | 4      |
| Rezia               | •    | •    | •    | •    | 8ª   | 1      |
| Sahara Occidentale  | •    | •    | •    | •    | 6ª   | 1      |
| Tamil Eelam         | •    | •    | •    | •    | 7ª   | 1      |
| Zanzibar            | •    | •    | •    | •    | 3ª   | 1      |
| Nr. Squadre         | (4)  | (5)  | (6)  | (6)  | (9)  |        |

## Record e statistiche

### Cannonieri
6 gol
- Erik Lamøy
- Tom Høgli
- Steffen Nystrøm
- Espen Bruer
- Halil Turan

5 gol
- Svein Ove Thomassen
- Trond Olsen
- Matti Eira
- Ennys Hammoud
- Giordan Ligarotti
- Hydar Qaraman

4 gol
- Stefano Salandra
- Olav Råstad

### Capocannonieri di ogni edizione
| Edizione | Capocannoniere                       | Nazionale         | Gol |
| -------- | ------------------------------------ | ----------------- | --- |
| 2006     | Erik Lamøy Tom Høgli Steffen Nystrøm | Lapponia          | 6   |
| 2008     | Stefano Salandra Giordan Ligarotti   | Padania           | 4   |
| 2009     | Svein Ove Thomassen Ennys Hammoud    | Lapponia Provenza | 5   |
| 2010     | Hydar Qaraman                        | Kurdistan         | 5   |
| 2012     | Halil Turan                          | Cipro del Nord    | 6   |